# بلانزاك
بلانزاك (بالفرنسية: Blanzac)‏ هي إحدى بلديات مقاطعة فيين العليا في منطقة أقطانية الجديدة في وسط غرب فرنسا.